# Costifer wilsoni
Costifer wilsoni är en svampdjursart som beskrevs av Claude Lévi 1993. Costifer wilsoni ingår i släktet Costifer och familjen Isoraphiniidae.
Artens utbredningsområde är havet kring Nya Kaledonien. Inga underarter finns listade i Catalogue of Life.